# Вязовка (Инзенский район)
Вязовка — деревня в Инзенском районе Ульяновской области России. Входит в состав Сюксюмского сельского поселения.

## География
Деревня находится в западной части Ульяновской области, в лесостепной зоне, в пределах Приволжской возвышенности, на берегах реки Озимки, на расстоянии примерно 11 километров (по прямой) к юго-востоку от города Инзы, административного центра района. Абсолютная высота — 191 метр над уровнем моря.
Климат
Климат характеризуется как умеренно континентальный, с жарким засушливым летом и холодной зимой. Среднегодовая температура воздуха — 3,2 °С. Средняя температура воздуха самого тёплого месяца (июля) — 19 °C (абсолютный максимум — 38 °C); самого холодного (января) — −13 °C (абсолютный минимум — −47 °C). Продолжительность безморозного периода 120—130 дней. Среднегодовое количество атмосферных осадков составляет 464 мм. Снежный покров образуется в третьей декаде декабря и держится в течение 135 дней.
Часовой пояс
Деревня Вязовка, как и вся Ульяновская область, находится в часовой зоне МСК+1. Смещение применяемого времени относительно UTC составляет +4:00.

## История
В 1780 году, при создании Симбирского наместничества, село Богородское Озимки тож, при речке Озимке, помещичьих крестьян, однодворцев. 
На 1859 год в сельце Озимки в 76 дворах жило: 329 муж. и 362 жен. 
На 1883 год в деревне Вязовка насчитывался 41 двор, проживали 123 мужчины и 149 женщин. 
В 1900 г. - 46 дворов, 133 мужчины, 141 женщина. 
На 1913 год в сельце Вязовка (Озимки) в 75 дворах жило: 208 муж. и 216 жен. имелась церковь.
Летом 2010 года, после опустошительного пожара, деревня полностью сгорела. В соответствии с решением Правительства Российской Федерации жители были переселены в новый дом, построенный для погорельцев в микрорайоне Диатомового комбината города Инза. Населенный пункт прекратил свое существование. 

## Население
| 2010 |
| ---- |
| 0    |

## Известные уроженцы
- Ларионов Алексей Алексеевич — участник Великой Отечественной войны, Герой Советского Союза.